# 247652 Hajossy
247652 Hajossy este un asteroid din centura principală de asteroizi.

## Descriere
247652 Hajossy este un asteroid din centura principală de asteroizi. A fost descoperit pe 26 noiembrie 2002 la Observatorul Palomar în cadrul programului NEAT. Asteroidul prezintă o orbită caracterizată de o semiaxă mare de 2,64 ua, o excentricitate de 0,17 și o înclinație de 9,9° în raport cu ecliptica.